# حلقة منعدمة
في نظرية الحلقات، فرعا من الرياضيات، حلقة منعدمة (بالإنجليزية: Zero ring)‏ أو الحلقة البديهية هي الحلقة تحتوي على عنصر واحد.

## تعريف
الحلقة المنعدمة، والتي يرمز إليها ب {0}، أو بكل بساطة 0 ، هي المجموعة الأحادية {0} أضف إليها عمليتا الجمع (+) والضرب (.) حيث 0 + 0 = 0 و0.0 = 0.